# Narodowe Stowarzyszenie – Bułgarski Ludowy Związek Chłopski
Narodowe Stowarzyszenie – Bułgarski Ludowy Związek Chłopski (bułg. Национално сдружение – Български земеделски народен съюз, NS-BLZCh) – bułgarska centroprawicowa partia polityczna powstała pod koniec 2000 jako jedna z organizacji aspirujących do roli następczyni Bułgarskiego Ludowego Związku Chłopskiego. W 2005 ugrupowanie weszło w skład szerokiej prawicowej koalicji politycznej nazwanej Zjednoczone Siły Demokratyczne. 11 grudnia tego samego roku NS-BLZCh przekształciło się w partię Porządek, Prawo i Sprawiedliwość, na czele której stanął Georgi Markow.

## Historia Narodowego Stowarzyszenie – Bułgarski Ludowy Związek Chłopski
W okresie transformacji ustrojowej w Bułgarii na przełomie lat 80. i 90. oraz w późniejszych latach 90. powstało kilka partii, które nawiązywały do ponad stuletnej tradycji Bułgarskiego Ludowego Związku Chłopskiego. Jedną z nich było Narodowe Stowarzyszenie – Bułgarski Ludowy Związek Chłopski Jane Janewa, które zostało zarejestrowane w sądzie pod koniec 2000. W 2001, przed pierwszymi w swojej historii wyborami parlamentarnymi (do Zgromadzenia Narodowego 39. kadencji), organizacja Janewa nawiązała współpracę z inną partią ludowców, BLZCh im. Nikoły Petkowa i utworzyła z nią koalicję „Zjednoczone Siły Chłopskie” (bułg. Обединени земеделски сили). Koalicja zdobyła w wyborach tylko 0,34% głosów i nie uzyskała mandatu.
W wyborach samorządowych w 2003 NS-BLZCh wystartowało samodzielnie, wysuwając m.in. kandydaturę Wolena Siderowa na stanowisko burmistrza Sofii. Na Siderowa oddało głos zaledwie 1728 wyborców (poniżej 0,5%), w efekcie czego odpadł on z walki o urząd. W pozostałych okręgach wyborczych NS-BLZCh otrzymało łącznie prawie 30 tys. głosów, co dało działaczom partii 44 mandaty radnych.
8 marca 2005, przed wyborami do Zgromadzenia Narodowego 40. kadencji, NS-BLZCh zawiązało koalicję z Bułgarskim Ludowym Związkiem Chłopskim Georgiego Pinczewa. Początkowo liderzy koalicji, nazwanej „BLZCh-zjednoczony” (bułg. БЗНС-обединен), zamierzali włączyć do niej również Bułgarski Ludowy Związek Chłopski - Związek Narodowy, na czele którego stała Anastazja Dimitrowa-Moser. Mimo podjętych negocjacji ugrupowanie Dimitrowej-Moser ostatecznie nie przystąpiło do koalicji. 25 marca działacze „BLZCh-zjednoczony” podpisali porozumienie o współpracy ze Związkiem Sił Demokratycznych, Partią Demokratyczną, Ruchem „Dzień Św. Jerzego” i Ruchem na rzecz Równoprawnego Modelu Społecznego. Jego efektem było utworzenie szerokiej koalicji wyborczej, która została nazwana Zjednoczone Siły Demokratyczne. Na czele koalicji stanęła Nadeżda Michajłowa. W wyborach, przeprowadzonych 25 czerwca, Zjednoczone Siły Demokratyczne zdobyły 7,7% głosów, co dało im 20 mandatów deputowanych. Do parlamentu dostał się lider NS-BLZCh, Jane Janew.
Pod koniec 2005 Janew ogłosił konieczność przekształcenia partii w nowe ugrupowanie, lepiej dopasowane do współczesnych realiów politycznych. 11 grudnia, podczas 4. Nadzwyczajnego Zjazdu Delegatów podjęto decyzję o samorozwiązaniu organizacji i powołaniu partii Porządek, Prawo i Sprawiedliwość. Jej liderem został były sędzia Trybunału Konstytucyjnego, Georgi Markow. Janew objął w PPiS stanowisko sekretarza generalnego.